# Scrofella
Scrofella es un género de plantas de flores de la familia Scrophulariaceae. 

## Especie seleccionada
- Scrofella chinensis

- Datos: Q9075278
- Especies: Scrofella